# Clusia organensis
Clusia organensis é uma espécie de planta do gênero Clusia e da família Clusiaceae. 

## Taxonomia
A espécie foi descrita em 1860 por José Jerónimo Triana e Jules Émile Planchon. 
O seguinte sinônimo já foi catalogado:  
- Clusia marizii  Gomes da Silva & B.Weinberg

## Forma de vida
É uma espécie rupícola, terrícola, arbustiva e arbórea. 

## Descrição
Espécie pertencente à seção Cordylandra. Apresenta estames livres e clavados semelhante às flores de Clusia fluminensis.  
| Raiz                                                               | Raiz                                                               |
| ------------------------------------------------------------------ | ------------------------------------------------------------------ |
| tipo                                                               | pivotante e adventícia                                             |
| Caule                                                              |                                                                    |
| epiderme descascando em anel/anéis                                 | não                                                                |
| Folha                                                              |                                                                    |
| presença de pecíolo                                                | folha peciolada                                                    |
| forma                                                              | obovada/oblanceolada                                               |
| textura                                                            | subcoriácea                                                        |
| canal secretor(es)                                                 | conspícuo                                                          |
| Inflorescência                                                     |                                                                    |
| posição                                                            | ereta                                                              |
| tipo                                                               | tirsóide                                                           |
| Flor                                                               |                                                                    |
| número de sépala                                                   | 4/6                                                                |
| número de pétala                                                   | 5                                                                  |
| cor da corola                                                      | branca ou creme/vinácea ou atropurpúrea/branca com centro vermelho |
| número de estames                                                  | 7/8/9/10/11/12/13 - 15                                             |
| fusão dos estames                                                  | livre                                                              |
| presença de resina nos estames e ou estaminódio de flor estaminada | com resina                                                         |
| pistilódio na flor estaminada                                      | presente                                                           |
| número de lóculo                                                   | 5                                                                  |
| Fruto                                                              |                                                                    |
| sépala persistente quando maduro                                   | não                                                                |
| pétala persistente quando maduro                                   | não                                                                |
| estaminódio persistente quando maduro                              | não                                                                |
| Semente                                                            |                                                                    |
| arilada                                                            | sim                                                                |

## Conservação
A espécie faz parte da Lista Vermelha das espécies ameaçadas do estado do Espírito Santo, no sudeste do Brasil. A lista foi publicada em 13 de junho de 2005 por intermédio do decreto estadual nº 1.499-R. 

## Distribuição
A espécie é encontrada nos estados brasileiros de Espírito Santo, Minas Gerais e Rio de Janeiro. 
A espécie é encontrada no domínio fitogeográfico de Mata Atlântica, em regiões com vegetação de mata ciliar e floresta ombrófila pluvial.